# Turnstile Ridge
Turnstile Ridge (frei übersetzt: Drehkreuzkamm) ist ein Gebirgskamm am nordwestlichen Ende der Britannia Range im Transantarktischen Gebirge. Er ist 14 km lang und ragt rund 5 km nördlich des Westhaven-Nunatak bis zu einer Höhe von 2233 m auf.
Die sogenannte Darwin-Gletscher-Gruppe der Commonwealth Trans-Antarctic Expedition (1955–1958) benannte ihn so, weil Schneepassagen in diesem Gebirgskamm in ihrer Form an Drehkreuze erinnern.